# The Amateur Architect
The Amateur Architect è un cortometraggio muto del 1905 diretto da Lewin Fitzhamon.

## Trama
Un architetto dilettante combina una serie di guai con i suoi goffi tentativi di mettere la malta.

## Produzione
Il film fu prodotto dalla Hepworth.

## Distribuzione
Distribuito dalla Hepworth, il film - un cortometraggio della lunghezza di 30 metri - uscì nelle sale cinematografiche britanniche nel marzo 1905. Non si hanno altre notizie del film che si ritiene perduto, forse distrutto nel 1924 quando il produttore Cecil M. Hepworth, ormai fallito, cercò di recuperare l'argento del nitrato fondendo le pellicole.